# سيرجي ميرونوف
سيرجي ميرونوف (بالروسية: Миронов, Сергей Николаевич)‏ هو لاعب كرة قدم روسي في مركز الوسط، ولد في 13 مارس 1988 في فيليكي نوفغورود في روسيا. لعب مع أفانجارد كورسك واو في سي سليفن 2000 وزينيت سانت بطرسبرغ ونادي أوفا ونادي سيلاماي كالف.

## وصلات خارجية
- سيرجي ميرونوف على موقع اتحاد إستونيا (الإنجليزية)
- سيرجي ميرونوف على موقع قاعدة بيانات كرة القدم.إي يو (الإنجليزية)